# Sical citrí
El sical citrí (Sicalis citrina) és una espècie d'ocell pertanyent a la família Thraupidae.
Habita en els matolls, pasturatges i muntanyes. A Amèrica es distribueix per Colòmbia, Argentina i el Brasil.